# Robert d'Orléans (1866-1885)
Robert François Louis Philippe Ferdinand Marie d’Orléans né le 10 janvier 1866 à Morgan House, dans la ville de Ham, en Angleterre et mort le 30 mai 1885 à Vineuil-Saint-Firmin (France) est un prince de la maison d’Orléans.

## Famille
Robert d'Orléans est le fils aîné, et le second des cinq enfants de Robert d'Orléans (1840-1910), duc de Chartres, et de son épouse et cousine germaine la princesse Françoise d'Orléans (1844-1925). Par ses deux parents, il est donc l’un des nombreux arrière-petits-enfants du roi des Français Louis-Philippe Ier,.
Né à Morgan House, dans la ville de Ham le 10 janvier 1866, le prince est baptisé à Claremont House, en Grande-Bretagne, où depuis la révolution de février 1848, la famille d'Orléans vit en exil, le 8 avril 1866. Il est le filleul de son oncle paternel Philippe comte de Paris, et de sa grand-mère maternelle Françoise du Brésil, princesse de Joinville.
Robert d'Orléans n'a jamais reçu de titre de courtoisie, contrairement à son frère puîné Jean, duc de Guise et prétendant orléaniste au trône de France sous le nom de Jean III.

## Biographie

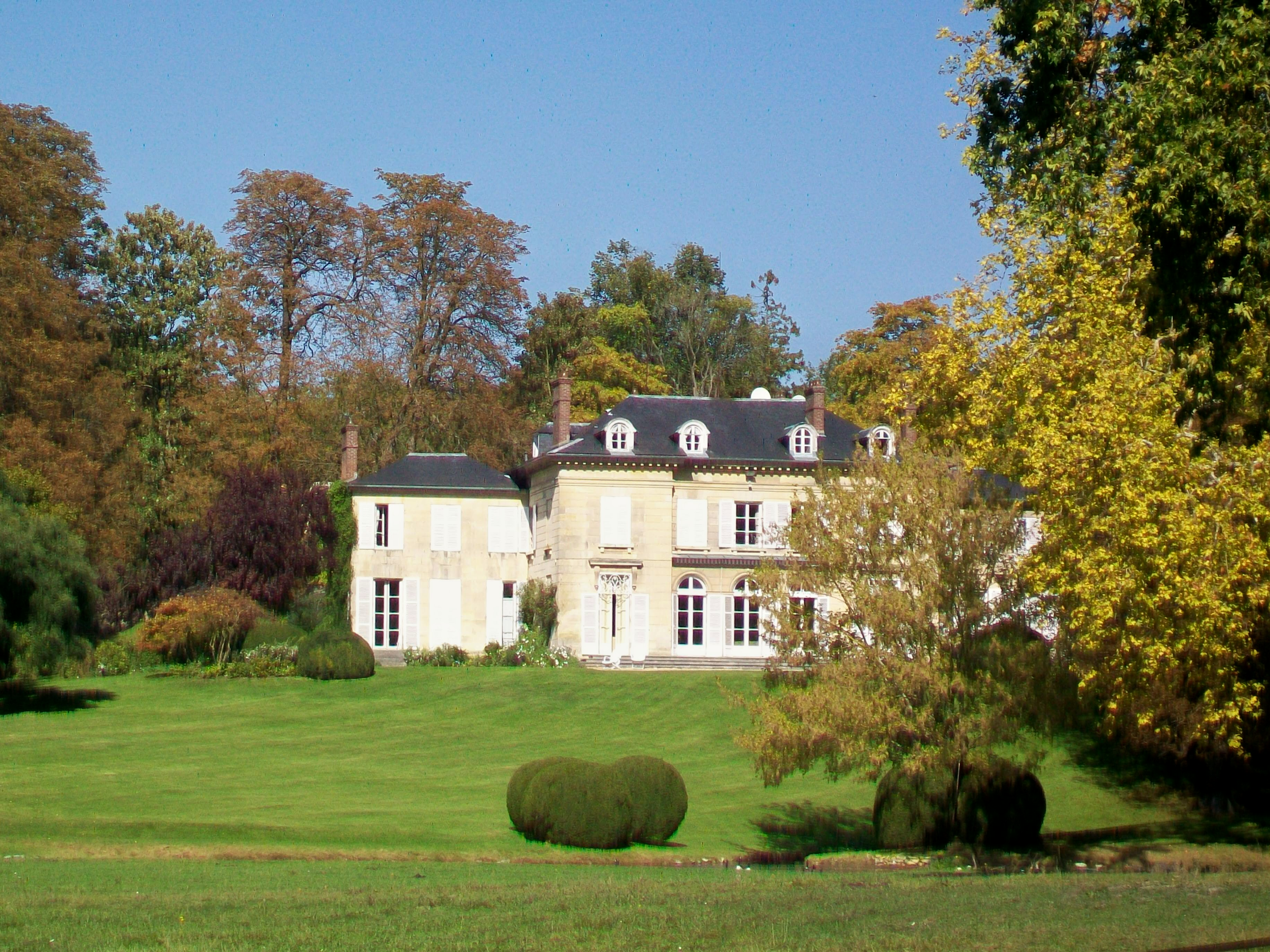
Le château de Saint-Firmin dans le parc de Chantilly.

Né infirme, son existence est dépendante des soins dont il fait constamment l'objet. Sa mère veille sur lui avec tendresse et joue du piano pour calmer les crises dont son fils est en proie.
En juillet 1871, les lois d'exil de 1848 sont abrogées. Le duc de Chartres, son épouse et leurs quatre premiers enfants reviennent en France.
De retour en France, la famille de Robert s'installe d'abord à Paris, puis dans leur propriété à Cannes, hormis leurs fils Henri qui étudie à Paris et Robert qui vit désormais au château de Saint-Firmin, dans le parc du château de Chantilly, à Vineuil-Saint-Firmin, où il bénéficie des soins attentifs prodigués notamment par le docteur Henri Guéneau de Mussy.
Robert d'Orléans meurt, des suites d'une broncho-pneumonie, à quatre heures du soir le 30 mai 1885 au château de Saint-Firmin, à Vineuil-Saint-Firmin, à l’âge de 19 ans. Le deuil n'est porté que par la famille, le prince étant considéré comme un enfant en bas âge. Ses obsèques ont eu lieu à la chapelle royale de Dreux, où il repose dans le déambulatoire Sud.

## Titulature de courtoisie
- 10 janvier 1866 — 30 mai 1885 : Son Altesse Royale le prince Robert d'Orléans